# Prefettura autonoma hui di Changji
La prefettura autonoma hui di Changji (in cinese: 昌吉回族自治州, pinyin: Chāngjí Huízú Zìzhìzhōu; in uiguro: سانجى خۇيزۇ ئاپتونوم ئوبلاستى, Sanji Huyzu Aptonom Oblasti) è una prefettura autonoma della provincia del Sinkiang, in Cina.

## Suddivisioni amministrative
- Changji
- Fukang
- Contea di Qitai
- Contea di Manas
- Contea di Jimsar
- Contea di Hutubi
- Contea autonoma kazaka di Mori